# Embalse de La Jarosa
Embalse de La Jarosa är en vattenreservoar i Spanien.   Den ligger i provinsen Provincia de Madrid och regionen Madrid, i den centrala delen av landet, 50 km nordväst om huvudstaden Madrid. La Jarosa ligger 1 082 meter över havet. Arean är 55 kvadratkilometer.Trakten runt La Jarosa består till största delen av jordbruksmark. Den sträcker sig 0,8 kilometer i nord-sydlig riktning, och 0,8 kilometer i öst-västlig riktning.